# 拉馬斯區
6°25′24″S 76°30′29″W / 6.4232°S 76.5081°W
拉馬斯區（西班牙語：Distrito de Lamas），是秘魯的一個區，位於該國中北部聖馬丁大區的拉馬斯省，面積79.8平方公里，海拔高度809米，2005年人口14,092，人口密度每平方公里180人。